# Ningguo
Ningguo (宁国 ; pinyin : Níngguó) est une ville de la province de l'Anhui en Chine. C'est une ville-district placée sous la juridiction de la ville-préfecture de Xuancheng.

## Démographie
La population du district était de 380 867 habitants en 1999.